# Classe Victoria (sous-marin)
Pour les autres classes de navires du même nom, voir Classe Victoria.
La classe Victoria, à l'origine connue comme classe Upholder ou type 2400, est une classe de quatre sous-marins d'origine britannique. Il s'agit de la 3e génération de sous-marins britanniques à propulsion diesel-électrique. Ils ont été construits par Vickers Shipbuilding and Engineering Ltd pour la Royal Navy. Depuis 2000, ils opèrent pour la Marine royale canadienne des Forces canadiennes.

## Historique
La place, mineure, du sous-marin dans la structure des Forces canadiennes fait l'objet dans les années 1980 d'un débat dans le milieu universitaire et au niveau politique. En 1983, le sous-comité sénatorial de la défense préconise l'acquisition de 17 autres sous-marins diesel-électriques, alors que les Forces canadiennes n'arment que trois sous-marins de la classe Oberon.
En 1987, le Livre blanc sur la défense préconise l'annulation de l'achat prévu de quatre à 12 sous-marins à propulsion classique et favorise l'acquisition sous transfert de technologie au cours des 20 années suivantes d'une flotte de 10 à 12 sous-marins nucléaires d'attaque de classe Rubis française ou de classe Trafalgar britannique. Le plan vise à instaurer une marine capable de manœuvrer dans les trois océans et, notamment, à assoir les revendications territoriales canadiennes sur les eaux et le sous-sol de l'Arctique,. Le projet, qui doit être confirmé avant l'été 1988 par le choix du type de bâtiment, est finalement abandonné lors du vote du budget en avril 1989.
En 1992, après la chute de l'Union soviétique, le nombre de sous-marins est revu à la baisse : au maximum six nouveaux bâtiments conventionnels remplaceront les Oberon. Ce choix est recommandé l'année suivante par le comité conjoint spécial puis est acté par le Livre blanc sur la Défense de 1994, qui évoque le rachat à la Royal Navy de ses 4 sous-marins de classe Upholder, disponibles à ce qui semblait être un prix très intéressant, d'origine récente et bien équipés, en échange de la mise à disposition d'infrastructures militaires canadiennes au profit des forces armées britanniques. Ce n'est cependant qu'en 1998 que les Forces canadiennes acceptent en leasing de 8 ans les Upholder afin d'opérer dans les océans Pacifique depuis Esquimalt (un bâtiment) et Atlantique depuis la Base des Forces canadiennes Halifax (trois bâtiments). Ils sont renommés classe Victoria et commissionnés respectivement le 2 décembre 2000 (Victoria), en mars (Corner Brook) et juin 2003 (Windsor) et septembre 2004 (Chicoutimi).
Bien que le gouvernement canadien affirme alors que l'achat pour 750 millions de dollars canadiens est une affaire, certains observateurs estiment que leur remise à niveau nécessiterait au moins la même somme. L'opposition canadienne demande à la Royal Navy (RN) de supporter les coûts supplémentaires, étant donné qu'il serait largement acquis que l'état des Upholder se serait détérioré durant leur stockage et que la RN n'aurait pas communiqué suffisamment sur leur condition. Ainsi, Stephen Saunders, auteur de Jane's Fighting Ships, estime que : « Intrinsèquement, il y a quelque chose qui ne va pas avec cette classe de sous-marins. »
En 2011, le coût de ce programme est estimé à 900 millions de dollars canadiens. À cette date réapparaît l'option d'achat de SNA en remplacement de la classe Victoria.

## Service actif
Cette classe de sous-marins conventionnelle, la 3e génération de sous-marins britanniques à propulsion diesel-électrique, est la dernière de ce type construite au Royaume-Uni par les chantiers navals de la Vickers Shipbuilding and Engineering Ltd. Aujourd'hui les chantiers navals britanniques ne fabriquent plus que des sous-marins à propulsion nucléaire. Leur construction a débuté dans les dernières années de la guerre froide à partir de 1983 et à l'origine dix étaient prévus au rythme d'une mise en chantier annuelle.
Ils ne servirent à partir du 2 juin 1990 que quelques années dans la Royal Navy qui depuis opère seulement avec des sous-marins nucléaires d'attaque, leur mission était le contrôle de la zone stratégique du GIUK entre le Groenland et les îles Britanniques. Ils ont été retirés du service pour raisons budgétaires entre avril 1993 et octobre 1994 et remisés à quai, sans entretien, avec de l'eau dans leurs réservoirs de carburant jusqu’à ce que le Canada les rachète en 1998. Ils rentrèrent en service en 2000, permettant le retrait des Oberon dont le NCSM Onondaga qui avait 33 ans de service.
Ces quatre navires avaient passé un total de 720 jours en mer depuis la signature du contrat le 2 juillet 1998 et fin janvier 2008 dont 254 ont été consacrés à des patrouilles ou des exercices, les 466 autres jours furent consacrés à la formation, à des essais et à la traversée de l'Atlantique depuis la Grande-Bretagne jusqu'au Canada.
Les deux navires qui ont été opérationnels avant fin 2011 sont le NCSM Corner Brook (81 jours entre octobre 2006 et la fin janvier 2008) et le NCSM Windsor (173 jours entre juin 2005 et décembre 2006).
Début 2011, seul le Corner Brook est en service, les trois autres étant amarrés pour des réparations et des remises à niveau qui posent d'énormes problèmes à la marine canadienne qui fait face, entre autres, à des fissures sur la coque.
Les quatre sous-marins de classe Victoria ne valent plus en 2008 que 343 millions de dollars, selon un inventaire des actifs des forces armées canadiennes réalisé par le chef du Service d'examen du ministère de la Défense nationale.

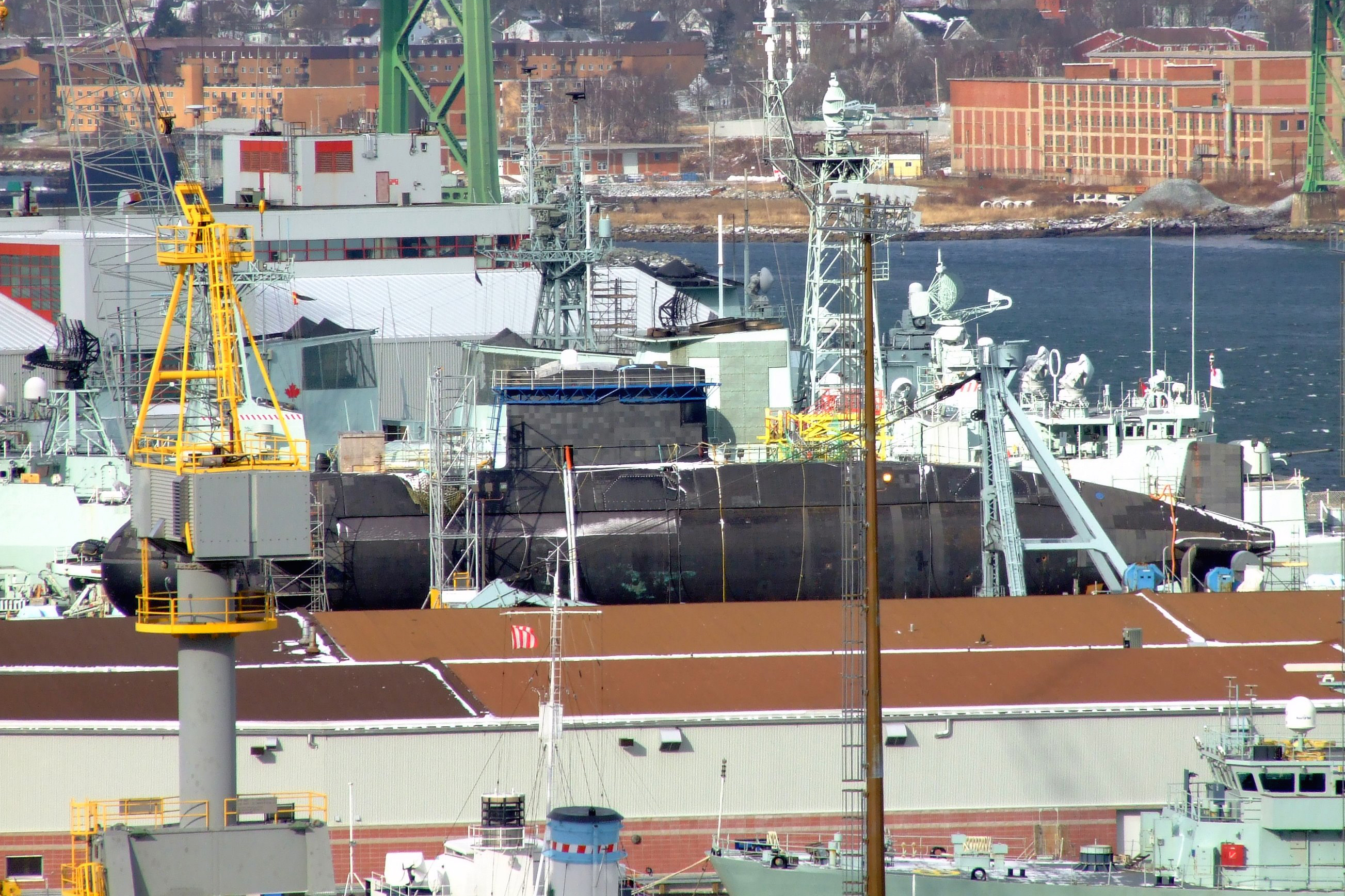
Le en cale sèche à la base des Forces canadiennes Halifax.

Ainsi, le NCSM Chicoutimi n'a jamais été mis en service et fut placé sous cocon depuis juin 2005 après son incendie du 5 octobre 2004 qui, lors de son voyage inaugural entre le Royaume-Uni et le Canada, a fait un mort et neuf blessés à cause du manque d'étanchéité du réseau électrique. Sa reconstruction n'a débuté qu'en fin 2010 et devrait être terminée en 2013. Le Victoria est en cale sèche depuis 2005 et jusqu'à la mi-2009 et n'a comptabilisé entre 2000 et 2010 que 115 jours en mer. Le Windsor est en travaux de 2007 jusqu’à début décembre 2012 et ses réparations en 2010 ont coûté 45 millions de dollars canadiens au lieu des 17 millions prévus.
Le NCSM Corner Brook est début 2011 le seul en maintenance normale et qui effectue des missions en mer mais il est endommagé lorsqu’il heurte le fond de l’océan pendant un entrainement en juin 2011. Il va être réparé et modernisé pendant une période d’entretien programmée jusqu’en 2016, et ne devrait pas être opérationnel avant 2017. Les NCSM Chicoutimi, Victoria et Windsor devront également bénéficier d’une refonte afin de voir leur durée de vie soit prolongée jusqu’à l’horizon 2030,. En 2019, aucun de ces sous-marins n'a pris la mer, étant soit en réparation ou en maintenance.
Ces quatre bateaux n'ont été en état de combattre qu'en 2012/2013 après que leurs tubes lance-torpilles aient été convertis pour lancer des torpilles Mk 48. Le Victoria est le premier d'entre eux à effectuer des tirs de torpilles à partir de mars 2012 et coulera un navire lors des manœuvres RIMPAC le 18 juillet 2012 au large d'Hawaï.

## Caractéristiques

### Généralités
Cette classe est très silencieuse avec son revêtement anéchoïque constitué de 22 000 tuiles et ses moteurs auxiliaires suspendus. Sa coque simple en forme de goutte classique est construite avec un acier haute résistance NQ1, un dérivé de l'acier HY80, introduit en 1969 et toujours employé de nos jours dans la construction navale. Elle peut plonger officiellement 200 m, 260 m selon l'almanach flottes de combat, et demeurer en immersion pendant 90 heures. L'autonomie annoncée est de 49 jours.

### Équipage
L'équipage normal comprend 49 personnes soit 25 matelots, 17 officiers mariniers et 7 officiers. Il peut comprendre 5 stagiaires et a la capacité de comprendre 3 femmes par bâtiment.
L'équipage est divisé en quatre grands départements mais les membres d'un équipage réduit se doivent d'être polyvalents :
- Combat : 16 personnes dont 3 officiers, 4 officiers mariniers et 9 matelots ; responsables des sonars, radars et systèmes de communications[24].
- Ingénierie des systèmes de combat : 10 personnes dont 1 officier, 4 officiers mariniers et 5 matelots ; responsables du système d'arme, torpilles et systèmes électroniques[25].
- Ingénierie : 18 personnes dont 1 officier, 9 officiers mariniers et 8 matelots ; responsables de la salle des machines, de la maintenance, des systèmes électriques[26].
- Exécutif : le Executive Officer est responsable du bien-être, du moral et de la discipline de l'équipage ainsi que de l'administration du sous-marin. Il est secondé par le capitaine d'armes, le médecin du bord et le greffier en chef[27].

### Électronique
- 1 radar de veille surface Kelvin Hughes Type 1007
- 1 sonar passif Thomson Sintra Type 2040
- 1 sonar passif BAe Type 2007
- 1 sonar passif remorqué Hermes Electronics MUSL
- 1 contrôle d’armes Loral Librascope SFCS
- 1 périscope Pilkington Optronics CK.35
- 1 périscope Pilkington Optronics CH.85
- 2 leurres SSDE
- 1 détecteur radar AR-900 (remplaçant le UAP-1 d'origine britannique)
- Centrale de navigation inertielle
- Système de transmissions par satellites AN/WSC-3

### Armement
- 6 tubes lance-torpilles de 533 mm
- Peut emporter 18 torpilles et missiles antinavire.

Comme indiqué plus haut, ils ne purent utiliser les torpilles Mark 48 mod 7 américaines en service dans la marine canadienne qu'à partir de 2012/2013 après travaux, les tubes ayant été conditionnés à l'origine pour tirer des torpilles britanniques Mark 24 Tigerfish et Spearfish. Ils ont la capacité de lancer des missiles antinavires UGM-84 Sub Harpoon, mais si le Royaume-Uni possédait cette munition, ce n'est pas le cas du Canada.
Le système de direction de lancement des armes provient des Oberon canadiens désarmés.

## Bâtiments

### NCSMVictoria(SSK 876)

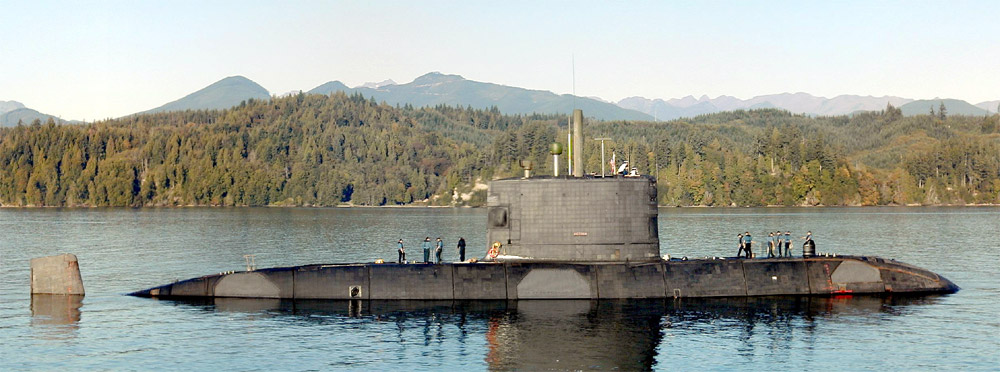
Le Victoria près de Bangor, État de Washington.

- Constructeur :  Royaume-Uni (Cammell Laird à Birkenhead)
- Quille posée : janvier 1986
- Lancement : 14 novembre 1989
- Armé : 7 juin 1991  Royal Navy sous le nom de HMS Unseen (S41)
- Retiré du service : juillet 1994  Royal Navy
- Armé : décembre 2000  Marine royale canadienne
- Opérateur :  Marine royale canadienne
- Indicatif canadien/britannique : CGVA/GACB[30]
- Statut : Retour en service opérationnel en janvier 2012.
- Affectation : Dépend des Forces maritimes du Pacifique depuis fin août 2003 avec comme port d'attache la base des Forces canadiennes Esquimalt[7].

### NCSMWindsor(SSK 877)

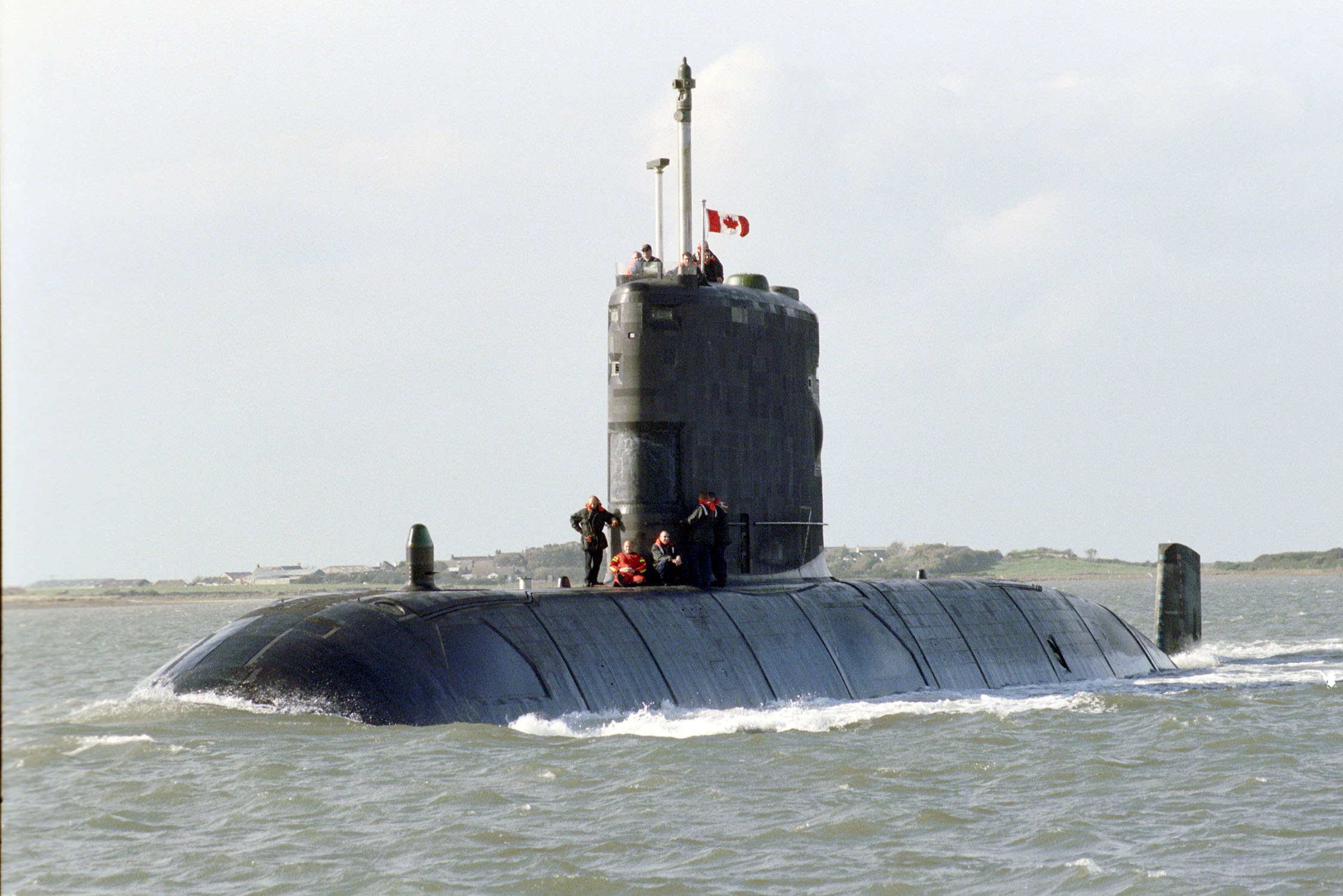
Windsor au large de Faslane, Écosse. Le mât devant le périscope est celui du radar Kelvin-Hughes 1007.

- Constructeur :  Royaume-Uni (Cammell Laird à Birkenhead)
- Quille posée : février 1989
- Lancement : 16 avril 1992
- Armé : 25 juin 1993  Royal Navy sous le nom de HMS Unicorn (S43)
- Retiré du service : octobre 1994  Royal Navy
- Renommé : juillet 2001 comme HMCS Windsor SSK 877
- Armé : octobre 2003  Marine royale canadienne
- Opérateur :  Marine royale canadienne
- Indicatif canadien/britannique : CZWR/GACD
- Statut: En cale sèche à partir de 2007 et objet de radoub, les réparations devraient être terminées à l’origine en 2011 et le retour en service opérationnel estimé à début 2012[8]. Il retourne finalement en mer le 13 décembre 2012 et doit rentrer en service en 2013 après essais[18].
- Affectation : Forces maritimes de l'Atlantique en 2013[31]

### NCSMCorner Brook(SSK 878)

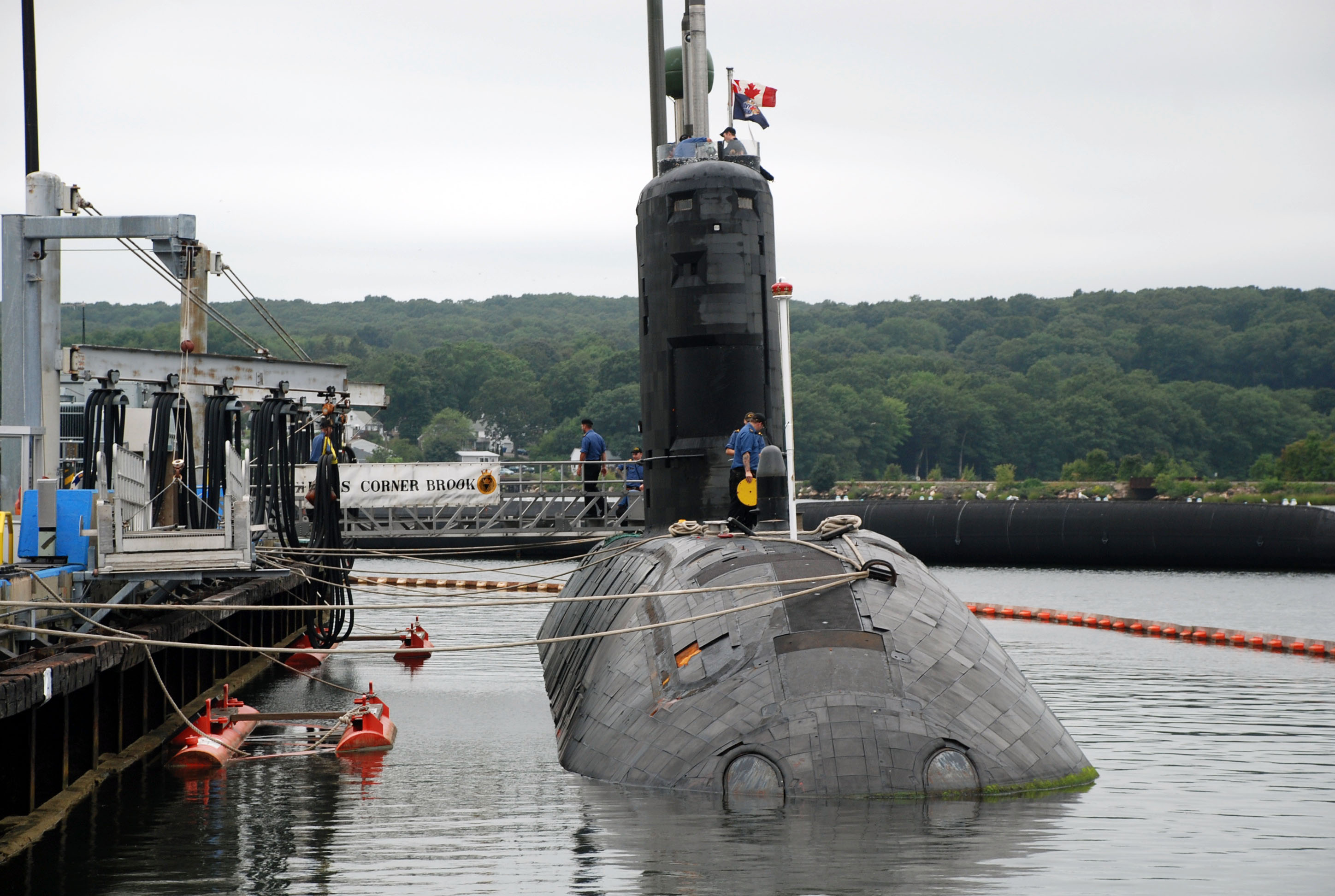
Corner Brook amarré à la Naval Submarine Base New London.

- Constructeur :  Royaume-Uni (Cammell Laird à Birkenhead)
- Quille posée : février 1987
- Lancement : 22 février 1992
- Armé : 8 mai 1992  Royal Navy sous le nom de HMS Ursula (S42)
- Retiré du service : juillet 1994  Royal Navy
- Armé : mars 2003  Marine royale canadienne
- Opérateur :  Marine royale canadienne
- Indicatif canadien/britannique : CYCB/GACC
- Statut : Retiré du service en septembre 2011 pour un entretien qui dure jusqu'en 2016[8]. Entreprendra une période de grand carénage à partir de 2013.

### NCSMChicoutimi(SSK 879)

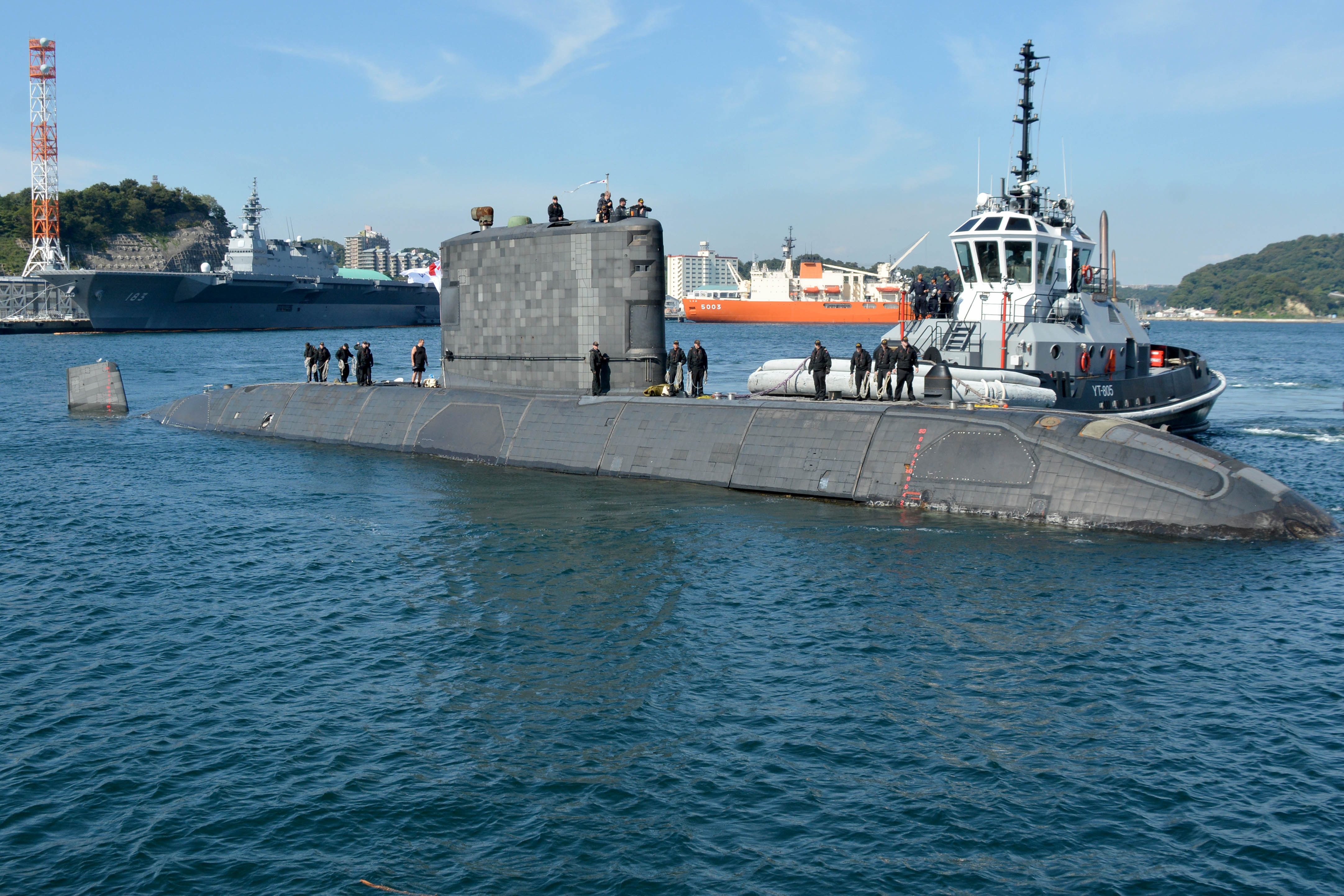
Chicoutimi

- Constructeur :  Royaume-Uni (Vickers Shipbuilding and Engineering Ltd à Barrow-in-Furness)
- Quille posée : novembre 1983
- Lancement : 2 décembre 1986
- Armé : 2 juin 1990  Royal Navy sous le nom de HMS Upholder (S40)
- Retiré du service : avril 1993  Royal Navy
- Armé : octobre 2004  Marine royale canadienne
- Opérateur :  Marine royale canadienne
- Indicatif canadien/britannique : CGCI/GABR
- Statut : En cale sèche à la base des Forces canadiennes Halifax en raison des dégâts d'un incendie puis en travaux à Victoria Shipyards Co. Ltd, à Esquimalt en 2012. Remise en service prévue en 2013.